# Битката при Молдън
Битката при Молдън (на английски: The Battle of Maldon) е названието, традиционно давано на един фрагмент от 325 стиха англосаксонска поезия, поема в памет на битката при Молдън от 991 г. Оригиналният ръкопис изгаря в Котънския пожар в Лондон през 1731 г. Джон Елфинстън преписал 325-те стиха от поемата на западносаксонски диалект през 1724 г. Началото и краят са изгубени.

## Поемата
По времето на битката в английския двор има разногласия относно това как да се отговори на викингските набези. Биртнот застъпва политиката на военна съпротива и произнася пламенни патриотични речи в поемата.
Викингите плават нагоре по течението на Блакуотър (тогава наричана Панта) и Бъртнот призовава опълчението си. Поемата започва с неговите заповеди към мъжете му и това как да държат оръжията си. Войниците му, с изключение на личната му гвардия, са селяни и стопани от района. Той им заповядва да „отпратят жребците и да крачат пеша“; те пристигат на коне, но се бият пеша. Викингите достигат до малък остров в реката. При отлив реката оставя земен мост между този остров и брега, вероятно става дума за о. Норди, на около две мили югоизточно от Молдън. Олаф се обръща към англосаксонците, обещавайки да отплава, ако му се плати в злато и доспехи от лорда, но Биртнот отказва.
Силите на Олаф не могат да пробият саксонците, които охраняват тесния земен мост. Олаф иска от Биртнот да позволи на воините му да слязат на брега. Биртнот, for his ofermōde („за своята смелост/гордост/безразсъдство“, стих 89b), позволява на всички викинги да прекосят на сушата. Викингите надвиват англосаксонците, след като губят много мъже. Биртнот е убит. Един англосаксонец на име Гордик бяга на коня на Биртнот, последван от братята си Годуин и Годуиг. Тогава много англосаксонци побягват, разпознавайки коня и мислейки, че неговият ездач е самият Биртнот. След битката тялото на Биртнот е намерено обезглавено, но мечът му със златна дръжка е все още с тялото му.
Според един възглед поемата е написана в прослава на действията на Биртнот и с цел да подтикне други към героични действия. В този смисъл Биртнот е един от героите в традицията на героичната литература. Друга гледна точка е, че поемата е елегия за ужасна загуба и че авторът монах посочва като причина за поражението гордостта на Биртнот – която е грях. В църквата Сейнт Мерис в Малдън има мемориален прозорец, представящ предсмъртната молитва на Биртнот.
Викингите, изправени срещу Биртнот са извършвали набег за плячкосване или "í víking" (на старонорвежки), а не за завземане на територия за заселване. Ако Биртнот беше задържал викингите на острова или им беше платил искания откуп, те вероятно са щели да отплават по-нагоре по реката или да слязат другаде на брега, за да грабят. Разполагащ с войници и оръжие, Биртнот може би е взел решението да пусне викингите на брега, за да защити други, беззащитни хора. Поемата може следователно да представлява творба на привържениците на военен отпор на норвежките нападения в двора на Етелред, в противовес на привържениците на плащането на откуп.